# Centralni ekstra-ramelajski jezici
Centralni ekstra-ramelajski jezici malena skupina ekstra-ramelajskih jezika iz Istočnog Timora i Indonezije. 
Sastoji se od svega dva predstavnika, to su habun ili habu [hbu] iz Istočnog Timora, nekad predstavnik podskupine Waima'a i tetunskog [tet] iz Indonezije (Nusa Tenggara), nekad podklasificiran istočnim jezgrovnim timorskim jezicima.

## Vanjske poveznice
- Ethnologue (15th)